# Ceratocumatidae
Ceratocumatidae is een familie van kleine kreeftachtigen die behoort tot de orde van de zeekomma's (Cumacea).

## Anatomie
Ceratocumatidae zijn zeekomma's die een klein telson bezitten. De binnenste tak (endopodiet) van de uropode bestaat slechts uit één segmentje. Mannetjes hebben 5, 4 of 3 paar pleopoden. Alle maxillipeden en sommige van de daaropvolgende pereopoden (looppootjes) zijn voorzien van exopodieten (buitenste vertakkingen). Het kieuwapparaat bezit geen ondersteunende kieuwplaten.

## Systematiek
De Ceratocumatidae kent slechts twee geslachten met in totaal 11 soorten:
- Ceratocuma Calman, 1905
  - Ceratocuma amoena Jones, 1969 (Puerto Rico Trench)
  - Ceratocuma cyrtum Bishop, 1980 (Golf van Biscaje)
  - Ceratocuma erinacea Ledoyer, 1988 (Madagasar, Banc du Geyser)
  - Ceratocuma horrida Calman, 1905 	(Zuid-Afrika)
  - Ceratocuma panamense Bacescu & Muradian, 1974[3]
  - Ceratocuma reyssi Jones, 1973 (Punta Delgada, Azoren)
- Cimmerius Jones, 1973
  - Cimmerius bacescui Petrescu, 2004
  - Cimmerius costlowi Bacescu & Muradian, 1974 (North Atlantic Deep)
  - Cimmerius reticulatus Jones, 1973 (Atlantische Oceaan, Wood's Hole)
  - Cimmerius subantarcticus Ledoyer, 1977 (Kerguelen)
  - Cimmerius tasmaniensis Petrescu, 2004